# Bitwa pod Berezą Kartuską (1920)

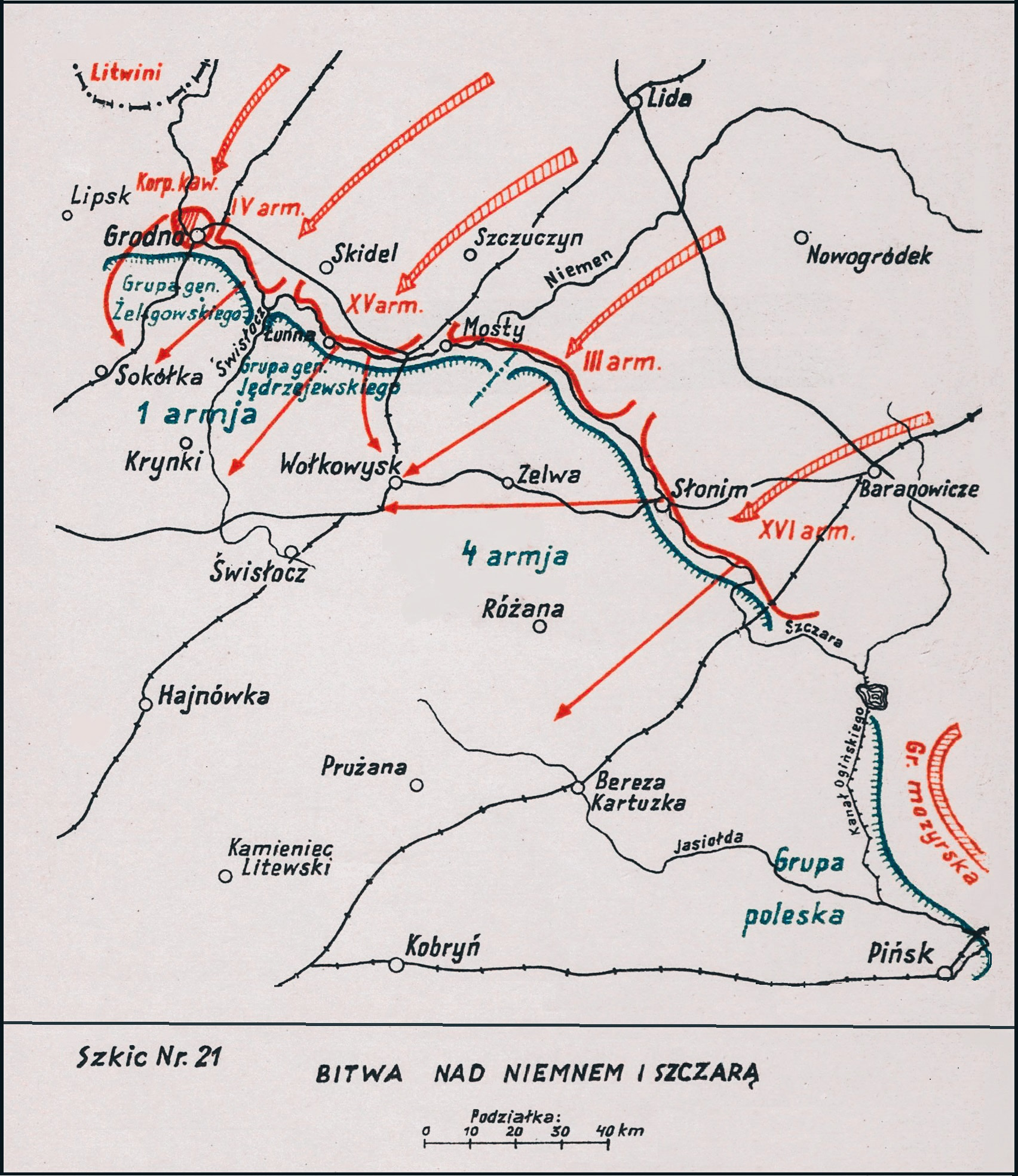
Adam Przybylski
Wojna Polska 1918–1921

Bitwa pod Berezą Kartuską – walki polskiej 14 Dywizji Piechoty gen. Daniela Konarzewskiego z sowiecką 10 Dywizją Strzelców Ansisa Daumanisa w czasie lipcowej ofensywy Frontu Zachodniego Michaiła Tuchaczewskiego w okresie wojny polsko-bolszewickiej.

## Sytuacja ogólna
W pierwszej dekadzie lipca przełamany został front polski nad Autą, a wojska Frontu Północno-Wschodniego gen. Stanisława Szeptyckiego cofały się pod naporem ofensywy Michaiła Tuchaczewskiego. Polskie Naczelne Dowództwo nakazało powstrzymanie wojsk sowieckiego Frontu Zachodniego na linii dawnych okopów niemieckich z okresu I wojny światowej. Sytuacja operacyjna, a szczególnie upadek Wilna i obejście pozycji polskich od północy, wymusiła jednak dalszy odwrót. Gen. Szeptycki wydał rozkaz dalszego odwrotu. 1 Armia gen. Gustawa Zygadłowicza cofała się za Niemen, 4 Armia nad Szczarę, a Grupa Poleska na Kanał Ogińskiego i Pińsk.
Dyrektywa Naczelnego Wodza z 18 lipca ujmowała: Przy zgrupowaniu na linii Niemna i Szczary należy wziąć pod uwagę, że lewe skrzydło musi być najsilniejsze, że musimy Linię Niemna i Grodno koniecznie utrzymać. Utrata linii Niemna odkryłaby najkrótszy kierunek Warszawy i uniemożliwiłaby utrzymanie linii Narwi. Odepchnięcie naszych linii na Polesiu lub na Szczarze mniej szkodliwe.
Na linii rzek Niemen i Szczara zamierzano powstrzymać marsz nieprzyjaciela, skoncentrować nad Bugiem zgrupowanie ofensywne i uderzyć na lewe skrzydło frontu Tuchaczewskiego.
21 lipca Sowieci sforsowali Szczarę w rejonie obrony 18 pułku piechoty.

## Walki pod Berezą Kartuską
21 lipca, będąca po walkach na linii okopów niemieckich, nad Szczarą i w okolicach Baranowicz, 14 Wielkopolska Dywizja Piechoty gen. Daniela Konarzewskiego cofała się pod Berezę Kartuską. Jej oddziały obsadziły linię Jasiołdy:
- 55 pułk piechoty swój jeden batalion wysunął na przedmoście, a wspierał go dywizjon artylerii ciężkiej,
- 57 pułk piechoty obsadził rejon obrony od Sielca do toru kolejowego,
- 4 pułk ułanów zajął stanowiska w Sielcu,
- szwadron 15 pułku ułanów jako ubezpieczenie w Pieszczance,
- odwód dywizji stanowił 58 pułk piechoty oraz 15 pułk ułanów (bez szwadronu), rozmieszczony w rejonie Bereza Kartuska – Błudeń.

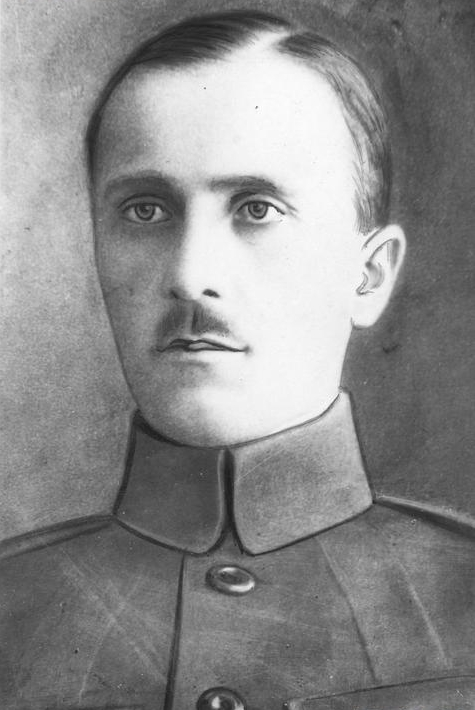
Ppłk Arnold Szylling d-ca 57 pp – zmarł z ran odniesionych pod Kobryniem 17 IX 1920.

23 lipca dywizja otrzymała zadanie dodatkowe obrony przeprawy pod Prużaną. Dowódca dywizji postanowił obsadzić przeprawę swoim odwodem, tj. 58 pułkiem piechoty i 15 pułkiem ułanów. 24 lipca pod Berezę Kartuską podeszły oddziały sowieckiej 10 Dywizji Strzelców i uderzyły z marszu na ugrupowaną obronnie 14 Wielkopolską DP. Na przedmościu 55 pułk piechoty odparł wszystkie ataki czerwonoarmistów. II/55 pp kontratakował, a jego 7 kompania dokonała obejścia i wyszła na tyły atakujących Sowietów. Batalion wziął jeńców, odrzucił przeciwnika od swoich stanowisk i zdobył 3 karabiny maszynowe. W tym dniu III/55 pp otrzymał zadanie rozszerzenia przedmościa. W tym celu zajął stanowiska w lesie po obu stronach szosy na północny zachód od wsi Smolarek. W czasie przygotowywania natarcia Sowieci wyprowadzili kontratak. W wyniku uderzenia cofnęła się 9 kompania. Dopiero wejście do działań 7. i 8 kompanii spowodowało, że nieprzyjaciel został wyparty z rejonu włamania. Jednak na lewym skrzydle dywizji nieprzyjaciel przełamał obronę III batalionu 57 pułku piechoty i opanował Sielec. Wysłany na pomoc I/57 pp spóźnił się i dopiero wprowadzenie do walki szkoły podoficerskiej spowodowało, że kontratak 57 pułku piechoty uzyskał powodzenie, a Sowieci wycofali się z miejscowości.
Przed walką tak do słuchaczy szkoły podoficerskiej mówił dowódca 57 pp ppłk Arnold Szylling: Chłopcy, wy jesteście moją ostatnią rezerwą, lecz mam nadzieję, że nie zawiodę się na was. Po walce, w dowód uznania, dowódca pułku awansował wszystkich szeregowych szkoły o jeden stopień za waleczność.
W kolejnym dniu wielkopolska dywizja z powodzeniem odpierała kolejne ataki Sowietów. Dzień 26 lipca przyniósł jednak niekorzystny dla Polaków przełom w walkach. Nie osiągnęła swoich celów przeprowadzona wspólnie z 58 pułkiem piechoty akcja grupy ppłk. Władysława Andersa. Wprowadzone do walki na kierunek Prużany nowe sowieckie oddziały spowodowały, że gen. Konarzewski zmuszony był przerzucić większość swoich odwodów na szosę prużańską. W tym dniu nakazał też zlikwidować przedmoście „Bereza Kartuska” i spalić mosty na Jasiołdzie, a 55 pp przemieścić transportem kolejowym do Prużany. Następnego dnia dywizja rozpoczęła odwrót na Kobryń.
Komunikat prasowy Sztabu Generalnego z 27 lipca 1920 donosił:

Przez cały dzień wczorajszy nieprzyjaciel gwałtownie atakował nasze pozycje na przyczółku mostowym Berezy Kartuskiej i na północ od tego przyczółka w rejonie Sielca. Piechota poznańska, nie bacząc na znaczną przewagę przeciwnika i na zmęczenie, spowodowane kilkudniową walką w tym rejonie, nie tylko wszystkie ataki nieprzyjaciela odparła, ale przechodząc do lokalnych kontrakcyj, zadała przeciwnikowi poważne straty. Atak nieprzyjaciela na tym odcinku wsparty był huraganowym ogniem bardzo znacznej ilości artylerji. Miejscowość Bereza Kartuska została doszczętnie spalona.

## Bilans walk
W związku z ogólną sytuacją na froncie, 14 Wielkopolska Dywizja Piechoty musiała opuścić Berezę Kartuską. W walkach poniesiono duże straty. 55 pułk piechoty stracił około 60 zabitych i rannych.